# Джон Миунг
Джон Ро Миунг (на английски: John Ro Myung, произношение на корейски: Мюн, произношение в САЩ: Майънг) е американски баскитарист.
Роден е в Чикаго, Илинойс, родителите му са от корейски произход. Започва да свири на цигулка, когато е едва 5-годишен и на електрическа китара, когато е на 15 години.
Съосновател е и басист на групата „Дрийм Тиътър“.